# Porta da Oura
A Porta da Oura, vulgarmente chamada Arco do Ouro, foi uma antiga porta da cidade de Lisboa, inserida na cerca fernandina da cidade.
Era um pouco desviada do Postigo do Carvão, ficando fronteira ao arco debaixo dos Paços da Ribeira, fazendo a passagem da Tanoaria para o Largo da Patriarcal. Nas casas de Rui Penteado, junto a esta porta, se afirma ter nascido D. Afonso I, Duque de Bragança. Foi demolida em 1754, para a erecção do edifício do Teatro Régio.